# Busca
Busca – miejscowość i gmina we Włoszech, w regionie Piemont, w prowincji Cuneo.
Według danych na rok 2011 gminę zamieszkiwało 10 084 osób, 153,3 os./km².